# Tötung von Patrick Lyoya

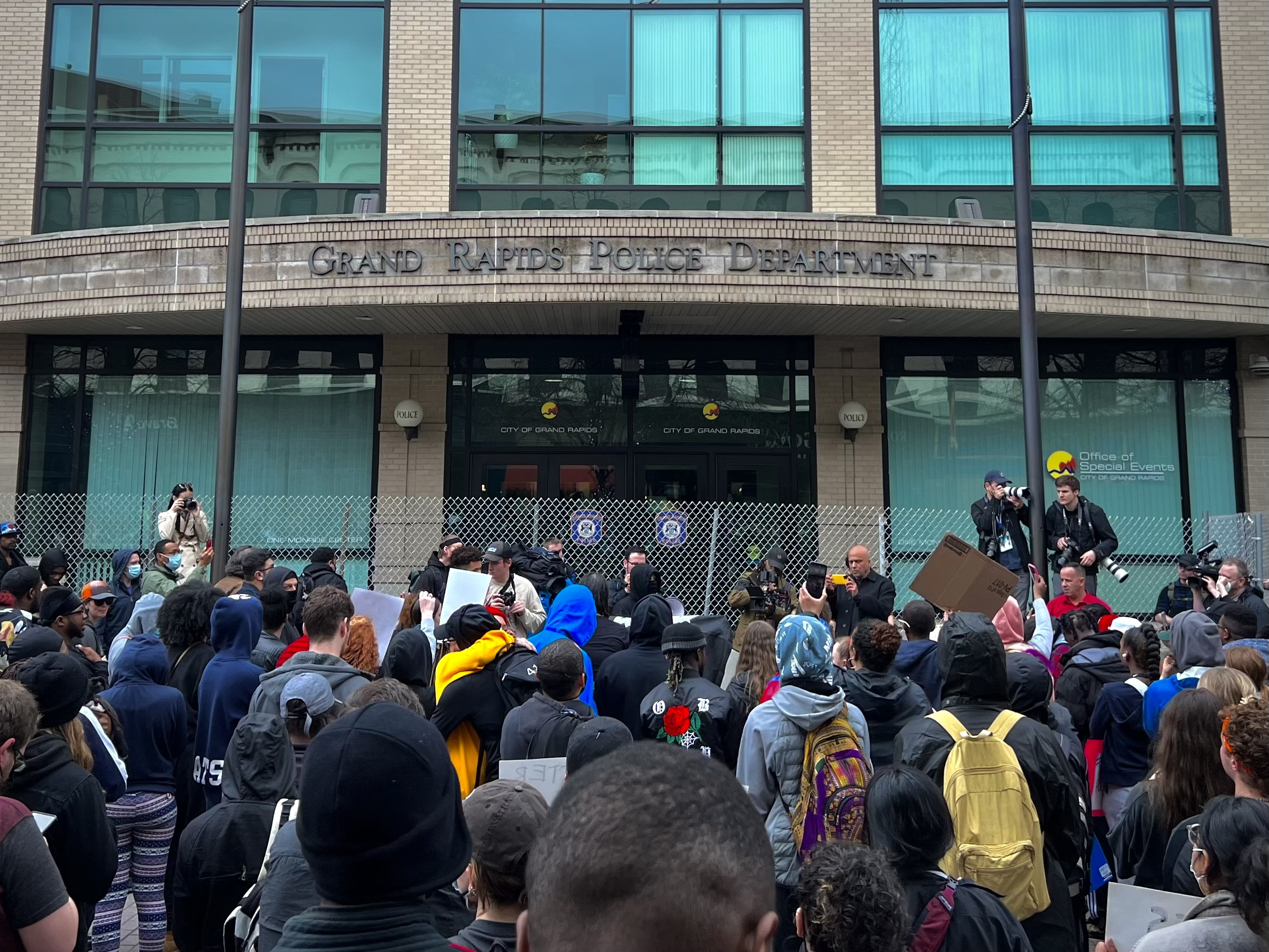
Demo vor der Polizeiwache

Am 4. April 2022 wurde Patrick Lyoya, ein 26-jähriger vorbestrafter Einwohner der US-amerikanischen Stadt Grand Rapids (Michigan) und Einwanderer aus der Demokratischen Republik Kongo durch Christopher Schurr, einem Beamten der Polizei von Grand Rapids erschossen. Die Tat ereignete sich während eines Handgemenges zwischen den beiden, im Rahmen der Festnahme Lyoyas nach einer Verkehrskontrolle. Die Tötung von Patrick Lyoya führte zu öffentlichen Protesten gegenüber den Behörden. Schurr wurde wegen Mordes angeklagt. Anfang 2024 besteht noch kein rechtskräftiges Urteil.

## Verlauf
Am 4. April 2022 kam es infolge einer Verkehrskontrolle Lyoyas, als Fahrer eines PKWs mit unzulässigen Nummernschildern, zu seiner Festnahme. Dieser Entzog sich Lyoya zunächst durch eine kurze Flucht zu Fuß. Der verfolgende Polizeibeamte Schurr feuerte erfolglos einen Elektroschocker auf Lyoya ab, woraufhin es Lyoya gelang Schurr den Elektroschocker zu entreißen. Daraufhin gab Schurr einen tödlichen Schuss aus seiner Dienstwaffe ab.
Als die Nachricht und Videos des Vorfalls veröffentlicht wurden, kam es zu öffentlichen Protesten, die das Vorgehen des Beamten anprangerten und eine Reform der örtlichen Polizeibehörde forderten. Auch gegen den zuständigen Staatsanwalt wurde protestiert. Die Polizeilichen Ermittlungen zum Tod Lyoyas wurden durch die „Michigan State Police“ geleitet. Am 9. Juni 2022 wurde Schurr wegen Mordes zweiten Grades angeklagt. Im Falle einer Verurteilung droht eine lebenslange Haftstrafe.

## Reaktion
Am 9. April fand im Südosten von Grand Rapids ein Black-Lives-Matter-Marsch statt. Es gab viele weitere Demonstrationen landesweit. Am 12. April 2022 veröffentlichte die Polizei als Reaktion auf Kritik ein Video, das die Tötung aus vielen Blickwinkeln zeigt.